# Unicorn (Lied)
Unicorn (hebräisch יוניקורן, wörtl. חַד-קֶרֶן Chad-Qeren) ist ein Lied der israelischen Sängerin Noa Kirel. Mit dem Titel vertrat sie Israel beim Eurovision Song Contest 2023 in Liverpool.

## Hintergrund
Der Song in Englisch und Hebräisch wurde von Doron Medalie, May Sfadia, Yinon Yahel und Noa Kirel geschrieben. Es handelt sich um einen Dance-Pop-Song mit Einflüssen aus dem Contemporary R&B-Genre. Ein zugänglich gehaltenes Intro, eine kurze ruhige Passage und der mit einem tanzbaren Rhythmus unterlegte Hauptteil mit einem ebenfalls zugänglichen Refrain charakterisieren den Song. Im Songtext geht es darum, dass sich Frauen weltweit bestärkt fühlen und ihre Besonderheit schätzen lernen, aber auch ihre innere Stärke ausspielen sollen.
Der Song wurde am 8. März 2023 veröffentlicht. Nachdem Noa Kirel bereits im Vorjahr als ESC-Teilnehmerin bekanntgegeben wurde, wurde der Titel intern unter anderen Songs ausgewählt, die das aktuelle Weltgeschehen behandeln, denn die Themen „Selbstliebe“ und „Empowerment“ von Frauen hätten besser zu ihr gepasst.

## Beim Eurovision Song Contest
Israel nahm mit dem Titel am 67. Eurovision Song Contest teil, der vom 9. bis 13. Mai 2023 stattfand. Unicorn wurde dem ersten Halbfinale zugelost und startete dort an neunter Stelle der 15 Teilnehmer. Das Lied qualifizierte sich mit 127 Punkten auf dem 3. Platz. Im Finale startete der Titel schließlich mit der Startnummer 23. Kirel belegte damit den 3. Schlussrang, die Zuschauer und die Jury gaben ihm ein Gesamttotal von 362 Punkten.

## Chartplatzierungen
| ChartsChartplatzierungen     | Höchstplatzierung | Wochen |
| ---------------------------- | ----------------- | ------ |
| Österreich (Ö3)              | 43 (1 Wo.)        | 1      |
| Schweiz (IFPI)               | 46 (1 Wo.)        | 1      |
| Vereinigtes Königreich (OCC) | 45 (1 Wo.)        | 1      |